# ミシマバイカモ
ミシマバイカモ(三島梅花藻、Ranunculus nipponicus var. japonicus)は、キンポウゲ科キンポウゲ属の多年生の水草、イチョウバイカモの変種である。清流に育つ。

## 概要

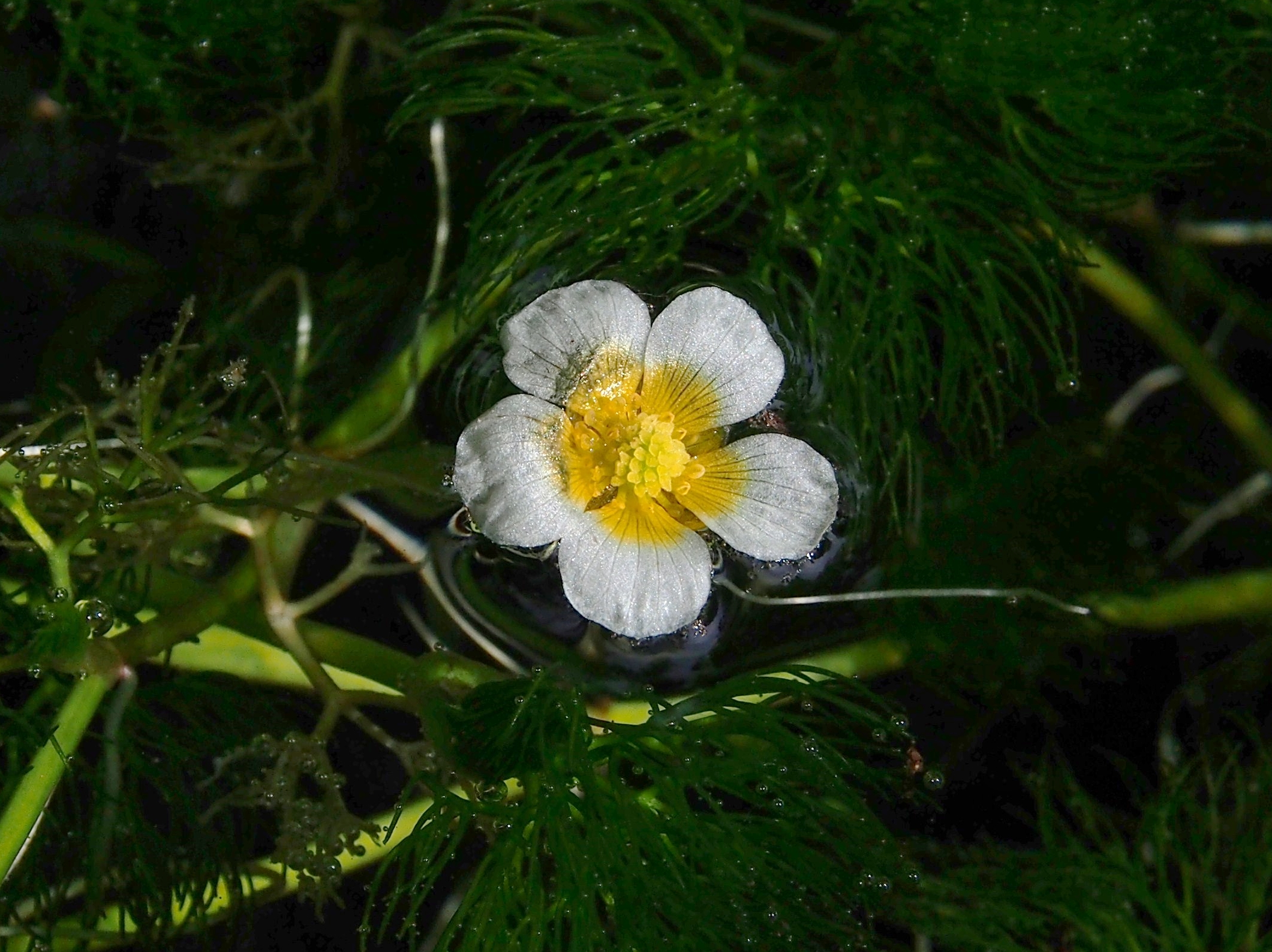
ミシマバイカモ

沈水性の常緑多年草である。沈水葉の葉身は扇形またはボンボリ状で糸状裂片に分かれている。
花期は5-11月で、水面または水上に白色の花をつける（花弁は5個）。
日本固有変種で北海道の千歳川、本州では長野県や静岡県の一部に分布する。

## 歴史
1930年（昭和5年）に三島市楽寿園の小浜池にて発見された。
三島市内では1960年（昭和35年）頃まで川や湧水池に自生していたが、湧水の減少などが原因でいったん絶滅していた。1995年（平成7年）に清水町の柿田川に自生するミシマバイカモが「三島梅花藻の里」に移植され、さらに源兵衛川などにも移植された。